# スタジオYOU
スタジオYOUは、ユウメディアが主催する同人誌即売会事業のブランド名。全国各地で即売会を開催している。

## 概要
「コミックライブ」「おでかけライブ」の名称で、地方都市におけるオールジャンルの即売会を開催している。大規模な即売会が東京・大阪など大都市中心で行われ、地方都市では地元の主催者が地域限定で行うことが多い中、1つの主催団体として全国各地をカバーし多くの即売会を開催しており、これが他の即売会や主催団体にない、スタジオYOUの大きな特徴の1つになっている。
近年は大都市圏での中小規模のオンリーイベントの開催にも積極的である。また、即売会の参加は女性向けが中心だが、別名義での男性向け即売会も開催している。

## 開催形態
概ね下記のように分類される。ただし、厳密な区分があるわけではない。
- コミックライブ - 大都市での開催を主体とした、比較的規模の大きなオールジャンル即売会。
- おでかけライブ - 中小都市で開催される、比較的規模の大きなオールジャンル即売会。
- オンリーライブ - オンリーイベントの総称。各即売会は、ジャンルに沿った名称が付けられる。
  - 他主催によるオンリーイベントでよくあるカタログの前売り販売は一切行わず、当日販売のみである。
  - オンリーライブは、社の方針により女性向けのオンリーイベントが多く、男性向けが参加できるようなオンリーイベントは少ない。男性向けのオンリーイベントで開催実績があるのは「VOCALOID」「東方Project」「艦隊これくしょん -艦これ-」「プリキュアシリーズ」「ラブライブ!」などが挙げられる。
  - 「けいおん!」「魔法少女まどか☆マギカ」「〈物語〉シリーズ」などのオンリーイベントの開催実績は皆無である。

なお、おでかけライブの規模の即売会に「○○コミケ」という名称のものがあるが、コミックマーケット準備会が運営にかかわっているわけではない。これは、コミックマーケットが同名称の商標を取得する以前に付けられたもので、取得後も継続して使用されているもの。
スタジオYOU名義以外に、以下のような主催名がある。イベントによっては、スタジオYOUを含めたこれらとの共催という形をとることもある。
- 東7ホール - 主に男性向けの中小イベントを開催
- COS-DAY - コスプレイベントを開催

## 開催地

### コミックライブ
- 静岡（ツインメッセ静岡）
- 名古屋（ポートメッセなごや）
- 小倉（西日本総合展示場[本館・新館]）

### おでかけライブ
（北海道エリア）
- 札幌（つどーむ・札幌コンベンションセンター）
- 釧路（釧路観光国際交流センター）
- 旭川

（東北エリア）
- 青森（青森産業会館）
- 山形（山形ビッグウイング）
- 岩手（岩手県産業会館）
- 仙台（夢メッセみやぎ） - 東日本大震災による津波被害の影響で長期開催休止になった事例あり。

（東海エリア）
- 沼津（キラメッセ沼津）
- 富士（ふじサンメッセ）
- 静岡（ツインメッセ静岡）
- 浜松（アクトシティ浜松）
- 岐阜（岐阜産業会館・岐阜メモリアルセンター）

（北陸エリア）
- 石川 (ITビジネスプラザ武蔵・金沢勤労者プラザ)
- 富山（富山いきいきKAN）
- 福井（福井商工会議所）

（近畿エリア）
- 神戸（神戸国際展示場）
- 滋賀
- 和歌山

（中国エリア）
- 広島（広島市中小企業会館・広島県立広島産業会館）
- 福山（ふくやま産業交流館）
- 鳥取（米子コンベンションセンター）

（四国エリア）
- 香川（サンメッセ香川）
- 松山（アイテムえひめ）
- 高知（高知市文化プラザかるぽーと）

（九州・沖縄エリア）
- 大分（大分中小企業会館）
- 沖縄（沖縄コンベンションセンター）

### オンリーライブ

#### 東京都
- 東京ビッグサイト
- 大田区産業プラザ
- 東京流通センター

#### その他の地方
- ビッグパレットふくしま(福島県) - 福島県の同人誌即売会・コスプレイベント開催団体である「ADV企画」の主催するオールジャンルイベント「THE ADVENTURES project」との同時開催。
- 幕張メッセ（千葉県） - 千葉県条例の理由により、成人向けの頒布の際には特殊なルールが設けられる[1]。
- 名古屋市中小企業振興会館（愛知県）
- インテックス大阪（大阪府）

## 以前使用していた会場
- 宇都宮（栃木県立宇都宮産業展示館） - 2017年1月9日のおでかけライブin宇都宮184が行われて以来、開催されていない。
- 前橋（グリーンドーム前橋）- 2016年8月21日のおでかけライブin前橋128が行われて以来、開催されていない。
- 高崎（高崎地域医療センター・ニューサンピア高崎） - 2016年10月23日のおでかけライブin高崎126 ～帰ってきた!高崎スペシャル～が行われて以来、開催されていない。
- 水戸（サントピア）
- 長岡（ハイブ長岡）
- 大阪（じばしん南大阪）
- 大阪マーチャンダイズマート - 略称:OMMビル（大阪市内・天満橋）
- 広島県立福山産業会館 - 現在は福山市シルバー人材センターとして使用されている